# 十字路口 (印地安納州特拉華縣)
十字路口（英語：Cross Roads）是位於美國印地安納州特拉華縣的一個非建制地區。該地的面積和人口皆未知。

## 地理
十字路口的座標為40°05′30″N 85°29′59″W / 40.09167°N 85.49972°W，而該地的平均海拔高度為296米（即971英尺）。